# Slasher Movie Stile
Slasher Movie Stile è il sesto album in studio da solista del rapper italiano Metal Carter, pubblicato il 26 ottobre 2018 dalla Thaurus Publishing SRLS e distribuito dalla Believe Digital SRL.

## Il disco
L'album è stato registrato, mixato e masterizzato al 3Tone Studio di Roma ed è interamente prodotto, come il precedente, da Depha Beat. L'uscita del disco è stata anticipata dalla pubblicazione del videoclip del singolo "Doccia di Sangue", avvenuta il 12 ottobre sul canale YouTube del rapper stesso. La canzone mette subito in chiaro quello che sarà lo spirito dell'album, caratterizzato da testi brutali e violenti, in perfetto stile Metal Carter. Non a caso il titolo "Slasher Movie Stile" si riferisce proprio alla crudeltà e alla spietatezza dei film slasher. Tutti i featuring presenti nel disco sono con artisti appartenenti alla scena Hip hop romana (vecchia e nuova). Va segnalata infine la presenza, come Bonus track, di "Pagliaccio di ghiaccio parte 3", che segue la celebre "Pagliaccio di ghiaccio" contenuta in "La verità su Metal Carter" del 2005 e la sua continuazione "Pagliaccio di ghiaccio parte 2", contenuta in "Vendetta Privata" del 2008. Il 15 marzo 2019 è uscito sul canale YouTube del rapper il videoclip di tale brano, nel quale viene mostrato Metal Carter che uccide brutalmente diversi esponenti della musica italiana, in particolar modo di genere Trap, come Sfera Ebbasta e Ghali.

## Tracce
1. Intro - 1:31 (feat. DJ Craim)
2. The Life Taker - 2:48
3. Doccia di sangue - 3:10
4. Controverso - 3:00
5. La tela del ragno - 2:48 (feat. Numi)
6. Worship - 2:29
7. Se non stiamo pari - 2:19 (feat. Suarez)
8. Death Cult - 0:44 (skit by Noyz Narcos)
9. Bodom - 2:37
10. Morto e sepolto - 3:17
11. Rum e fantasmi - 2:43
12. Per la vittoria - 3:17 (feat. Rak, Sedato Blend)
13. Le vostre colpe - 2:15
Bonus track:
14. Pagliaccio di ghiaccio parte 3 - 3:04